# Zahidne, Antrațît
Zahidne (în ucraineană Західне) este un sat în așezarea urbană Malomîkolaiivka din raionul Antrațît, regiunea Luhansk, Ucraina.

## Demografie
Componența lingvistică a localității Zahidne
     Rusă (61,61%)
     Ucraineană (38,39%)
Conform recensământului din 2001, majoritatea populației localității Zahidne era vorbitoare de rusă (61,61%), existând în minoritate și vorbitori de ucraineană (38,39%).